# Atletiek op de Olympische Zomerspelen 2016 – Discuswerpen vrouwen
Het discuswerpen voor de vrouwen op de Olympische Zomerspelen 2016 vond plaats op maandag 15 en dinsdag 16 augustus 2016. Regerend olympisch kampioene was Sandra Perković uit Kroatië, die haar titel in Rio de Janeiro met succes verdedigde. De wedstrijd bestond uit een kwalificatieronde, waar atletes in drie pogingen bij de beste twaalf deelneemsters moesten komen om een plaats in de finale af te dwingen. De kwalificatie-eis was een afstand van 62,00 meter; dat werd gehaald door acht atletes, waardoor de vier besten onder die afstand zich eveneens kwalificeerden voor de eindstrijd. In de finale kreeg iedere discuswerper opnieuw zes pogingen, waarbij de vier minst presterende finalisten na de derde poging afvielen. De Kroatische Perković won het goud met een worp van 69,21 meter, bijna tweeënhalve meter verder dan de nummer twee, Mélina Robert-Michon uit Frankrijk.
Een X in onderstaand overzicht duidt op een ongeldige stoot.

## Uitslagen

### Kwalificatieronde
| rang | g | naam                     | land             | 1     | 2     | 3     | br    |      |
| ---- | - | ------------------------ | ---------------- | ----- | ----- | ----- | ----- | ---- |
| 1    | B | Yaimé Pérez              | Cuba             | 65,38 | DNS   | DNS   | 65,38 | Q    |
| 2    | B | Su Xinyue                | China            | 65,14 | DNS   | DNS   | 65,14 | Q    |
| 3    | A | Sandra Perković          | Kroatië          | X     | X     | 64,81 | 64,81 | Q    |
| 4    | A | Dani Samuels             | Australië        | X     | 59,42 | 64,46 | 64,46 | Q    |
| 5    | B | Nadine Müller            | Duitsland        | 63,67 | DNS   | DNS   | 63,67 | Q    |
| 6    | A | Denia Caballero          | Cuba             | X     | X     | 62,94 | 62,94 | Q    |
| 7    | B | Mélina Robert-Michon     | Frankrijk        | 62,59 | DNS   | DNS   | 62,59 | Q    |
| 8    | A | Feng Bin                 | China            | 55,97 | 62,01 | DNS   | 62,01 | Q    |
| 9    | B | Julia Fischer            | Duitsland        | 61,83 | X     | 60,69 | 61,83 | Q    |
| 10   | A | Chen Yang                | China            | X     | X     | 61,44 | 61,44 | Q    |
| 11   | A | Zinaida Sendriūtė        | Litouwen         | X     | X     | 60,79 | 60,79 | Q SB |
| 12   | A | Shanice Craft            | Duitsland        | 60,23 | X     | X     | 60,23 | Q    |
| 13   | A | Pauline Pousse           | Frankrijk        | X     | X     | 58,98 | 58,98 |      |
| 14   | A | Chinwe Okoro             | Nigeria          | 57,34 | 58,85 | 58,53 | 58,85 |      |
| 15   | B | Natalia Semenova         | Oekraïne         | X     | 58,41 | X     | 58,41 |      |
| 16   | B | Tarasue Barnett          | Jamaica          | X     | 54,36 | 58,09 | 58,09 |      |
| 17   | A | Żaneta Glanc             | Polen            | 55,27 | 56,09 | 57,88 | 57,88 |      |
| 18   | B | Karen Gallardo           | Chili            | 57,81 | 55,98 | 55,20 | 57,81 |      |
| 19   | A | Dragana Tomašević        | Servië           | 55,87 | 57,67 | X     | 57,67 |      |
| 20   | B | Seema Antil              | India            | 57,58 | X     | 56,78 | 57,58 |      |
| 21   | B | Andressa de Morais       | Brazilië         | 57,38 | X     | X     | 57,38 |      |
| 22   | A | Shadae Lawrence          | Jamaica          | 57,09 | X     | X     | 57,09 |      |
| 23   | B | Sabina Asenjo            | Spanje           | 56,94 | 56,22 | X     | 56,94 |      |
| 24   | B | Subenrat Insaeng         | Thailand         | 56,64 | X     | 54,74 | 56,64 |      |
| 25   | B | Kelsey Card              | Verenigde Staten | X     | 51,16 | 56,41 | 56,41 |      |
| 26   | A | Hrisoula Anagnostopoulou | Griekenland      | X     | 54,84 | 53,19 | 54,84 |      |
| 27   | B | Rocío Comba              | Argentinië       | X     | 54,44 | X     | 54,44 |      |
| 28   | B | Jade Lally               | Groot-Brittannië | 51,60 | 53,99 | 54,06 | 54,06 |      |
| 29   | B | Shelbi Vaughan           | Verenigde Staten | X     | 53,33 | 46,71 | 53,33 |      |
| 30   | A | Natalia Stratulat        | Moldavië         | X     | 53,27 | 48,80 | 53,27 |      |
| 31   | A | Fernanda Martins         | Brazilië         | 50,19 | 51,85 | X     | 51,85 |      |
| 32   | A | Maria Teloesjkina        | Kazachstan       | X     | 43,70 | 45,33 | 45,33 |      |
| 33   | A | Whitney Ashley           | Verenigde Staten | X     | X     | X     | 0,00  |      |
| 33   | B | Natalia Stratulat        | Moldavië         | X     | X     | X     | 0,00  |      |

### Finale
| rang   | naam                 | land      | 1     | 2     | 3     | 4             | 5             | 6             | br    |    |
| ------ | -------------------- | --------- | ----- | ----- | ----- | ------------- | ------------- | ------------- | ----- | -- |
| Goud   | Sandra Perković      | Kroatië   | X     | X     | 69,21 | X             | X             | X             | 69,21 |    |
| Zilver | Mélina Robert-Michon | Frankrijk | 65,52 | 64,83 | 65,08 | X             | 66,73         | X             | 66,73 | NR |
| Brons  | Denia Caballero      | Cuba      | 61,80 | X     | 65,34 | 63,82         | X             | 64,64         | 65,34 |    |
| 4      | Dani Samuels         | Australië | 63,57 | X     | 61,21 | 61,95         | 62,87         | 64,90         | 64,90 |    |
| 5      | Su Xinyue            | China     | 63,88 | 61,02 | 64,37 | 62,20         | 63,87         | X             | 64,37 |    |
| 6      | Nadine Müller        | Duitsland | 63,13 | X     | X     | X             | X             | X             | 63,13 |    |
| 7      | Chen Yang            | China     | 63,11 | X     | 60,47 | 59,19         | X             | X             | 63,11 |    |
| 8      | Feng Bin             | China     | 62,26 | 60,27 | 63,06 | 61,14         | X             | 61,85         | 63,06 |    |
| 9      | Julia Fisher         | Duitsland | 60,69 | X     | 62,67 | uitgeschakeld | uitgeschakeld | uitgeschakeld | 62,67 |    |
| 10     | Zinaida Sendriūtė    | Litouwen  | 58,25 | 59,95 | 61,89 | uitgeschakeld | uitgeschakeld | uitgeschakeld | 61,89 | SB |
| 11     | Shanice Craft        | Duitsland | X     | 58,39 | 59,85 | uitgeschakeld | uitgeschakeld | uitgeschakeld | 59,85 |    |
| 12     | Yaimé Pérez          | Cuba      | X     | X     | X     | uitgeschakeld | uitgeschakeld | uitgeschakeld | 0,00  |    |